# ناحیه جکسون، شهرستان بونی، آرکانزاس
ناحیه جکسون (به انگلیسی: Jackson Township) یک ناحیه در ایالات متحده آمریکا است که در شهرستان بونی در آرکانزاس واقع شده‌است.

## خصوصیات
ناحیه جکسون  ۱٬۳۴۰ نفر جمعیت دارد.